# 殺人の告白
『殺人の告白』（さつじんのこくはく、原題：내가 살인범이다）は、2012年に公開された韓国のサスペンス映画。PG12指定。2003年公開の韓国映画『殺人の追憶』の題材となった実際の未解決事件「華城連続殺人事件」にインスピレーションを受けたサスペンス・アクション。監督はチョン・ビョンギル、脚本はチョン・ビョンギル、イ・ヨンジョン、ホン・ウォンチャン。主演はパク・シフ。
2017年公開の日本映画『22年目の告白 -私が殺人犯です-』は、本作のリメイクである。
リメイク作とは別に、日本で2022年に舞台化されている。

## ストーリー
10人もの女性が殺害された連谷（ヨンゴク）殺人事件。刑事のチェ・ヒョングは、殺人犯をギリギリまで追い詰めるも、顔を深く切り付けられて犯人を取り逃がしてしまう。17年の後、イ・ドゥソクという男が自分が事件の犯人だと名乗りを上げた。
時効が成立して法に裁かれることはなくなったドゥソクは、事件の全容を克明に記した本「私が殺人犯だ」を出版する。衝撃的な内容と、その美しいルックスが相まって告白本は瞬く間に300万部のベストセラーになり、彼は一躍スターとなった。ヒョングはドゥソクに怒りを募らせる一方、彼が告白本には書かれていない未解決の失踪事件の真犯人ではないかと確信する。
ドゥソクは因縁の相手ヒョングへの卑劣な挑発によって、メディアの注目を集めようと企む。そして、事件の被害者遺族がドゥソクの殺害を画策する事件までもが発生。メディアの報道はますます過熱する。そんな中、連谷事件の凶器を証拠品として真犯人を名乗る「J」という人物が現れる。

## キャスト
- イ・ドゥソク：パク・シフ（吹替：野島裕史） - 連続殺人犯。
- チェ・ヒョング：チョン・ジェヨン（吹替：宮内敦士） - 強力係班長。
- ハン・ジス：キム・ヨンエ（吹替：久保田民絵） - ウリ物産会長。
- チェ・ガンスク：チョ・ウンジ（吹替：西本智美） - 被害者の遺族。
- カン・ドヒョク：オ・ヨン（吹替：鈴木佑治） - 被害者の遺族。
- J：チョン・ヘギュン（吹替：烏丸祐一） - 連続殺人事件の真犯人を名乗る男。
- TV局長：チャン・グァン（吹替：桂一雅）
- チョン・テソク：チェ・ウォニョン（吹替：倉富亮） - ハン・ジスの息子、ウリ物産理事、被害者の遺族。
- ヒョングの母：ナム・ジョンヒ（吹替：宮崎智栄子）
- ガンスクの父：キム・ジョング（吹替：佐々木太）
- キム院長：パク・ウン（吹替：竹本和正）
- グァンス：ペ・ソンウ（吹替：荒井勇樹）
- 署長：キム・ドヒョン（吹替：田原正治）
- チョン・スヨン：ミン・ジア（吹替：あんどうさくら） - ハン・ジスの娘。
- 局レポーターの女：キム・ジソン（吹替：鶏冠井美智子）
- 出版社女社長：チャン・ミジャ（吹替：喜代原まり）
- パク記者：キム・ジギョン（吹替：吉柳太士郎）
- チョン記者：コ・ビョンテグ（吹替：岩城泰司）
- 警備員室長：シン・ヨンオク（吹替：浅科准平）
- 定食屋の女将：ペク・ヒョンジュ（吹替：槇原千夏）
- 女子高生：チョン・スルギ（吹替：竹内夕己美）、イ・ボンリョン（吹替：高下三佳） - ドゥソクのファン。
- パク・プロデューサー：イ・ジェグ（吹替：山本兼平）
- プロデューサー：チョン・ヨンギョン（吹替：一戸康太朗）
- ソン・ジョンハク：本人（吹替：東和良）
- チョン教授：キム・サンミン（吹替：宮本崇弘）
- チョン・ヒョンシク：リュ・ジェスン（吹替：野島裕史）

## 舞台化
日本にて、2022年6月17日から26日までサンシャイン劇場を会場に舞台化される予定。
スタッフ
- 原作：Jung Byung-gil
- 脚本・演出・映像：ヨリコ ジュン
- 協力：SHOW BOX、辻本好二(神宮前プロデュース)、Pyo Jusik
- 主催：舞台「殺人の告白」製作委員会

キャスト
- イ・ドゥソク - ユナク
- チェ・ヒョング - 堂珍嘉邦
- グァンス - 小南光司
- チョン･スヨン - 岡田夢以
- カン・ドゥヒョク - 日向野祥
- チョン・テソク - 白又敦
- チェ・ガンスク - 加藤里保菜
- オ・ソヨン - 大林素子
- J - 前川泰之
- チョン・ウヌ - 岡田浩暉
- 吉田晃太郎
- 石井真司
- 及川崇治
- 池田彰夫
- 岡将士
- 鈴木茉莉恵